# 海南砂仁
海南砂仁为姜科砂仁属下的一个种。

## 外部連結
- 砂仁 Sharen （页面存档备份，存于） 中藥材圖像數據庫 (香港浸會大學中醫藥學院)